# Бродерзон, Мойше
Мойше (Моисей Меерович) Бродерзон (идиш משה בראָדערזאָן‎; 23 ноября 1890, Москва, Российская империя — 17 августа 1956, Варшава, Польша) — еврейский поэт, театральный режиссёр и деятель, либреттист, график, основатель литературной группы «Юнг-йидиш». Один из ведущих деятелей еврейского авангарда в предвоенной Польше. Писал на идише.

## Биография
Мойше Бродерзон родился 23 ноября 1890 года в семье коммивояжёра Меера Мовшовича Бродерзона ( из Шклова ), имевшего разрешение проживать в Москве, и Сары-Цыпы (Софьи Львовны) Туровой (1872—1962) ( сестра Нисана Турова ). В 1891 году отец Бродерзона выехал в Лодзь, а мать вместе с детьми была вынуждена покинуть Москву и переехать в Несвиж к своему родственнику. В 1900 году семья воссоединилась в Лодзи. Получив среднее образование, Мойше работал бухгалтером в Лодзи, одновременно писал на идише короткие рассказы и стихотворения, публикуя их в местной еврейской прессе. В 1913 году издал первый сборник стихотворений «Чёрные блёстки» (Шварце флитерлех).
После начала Первой мировой войны вернулся в Москву, где печатал стихи в еврейской прессе. В Москве основал вместе с Лазарем Лисицким, Даниилом Чарным, Гершем Бройде и Менаше Гальперном творческую группу «Кружок еврейской национальной эстетики».
В 1918 году вернулся в Лодзь, где организовал литературную группу «Юнг-Йидиш» на базе основанного им одноимённого альманаха поэзии, прозы и экспериментального искусства; в группу входили Ицхок Бройнер, Янкл Адлер и Марек Шварц. В 1922 году вместе с Ехескелем-Мойше Найманом, Ицхоком Бройнером и Генехом Коном основал еврейский театр марионеток «Хад-гадье» и театр-кабаре «Шор-абор». В 1924 году написал оперу на идише «Давид и Вирсавия» (Довид ун Башэвэ), поставленную Владиславом Вайнтраубом в Варшаве. В том же году написал либретто к опере «Мониш» на основе одноимённой романтической поэмы И.-Л. Переца. В 1926 году писал сочинения для театрального кафе «Азазэл» в Варшаве.
В 1927 году основал в Лодзи экспериментальный театр «Арарат» и первый в истории еврейский кукольный театр. Сыграл значительную роль в деятельности начинающих еврейских комедиантов Шимона Джигана и Исроэла Шумахера, пригласив их на работу в «Арарат».
В 1937 году написал сценарий для художественного фильма на идише «Весёлые бедняки» (Фрэйлэхэ кабцоним), в котором сыграли актёры театра «Арарат», в том числе Шимон Джиган и известная польская певица еврейского происхождения Вера Гран.

### В СССР
После вторжения нацистской Германии в Польшу в сентябре 1939 года Бродерзон вместе с женой Шейне-Мирьям бежал на территорию Советского Союза. С 1939 года работал в Московском государственном еврейском театре. До начала Великой Отечественной войны принял советское гражданство. С 1945 по 1949 год работал заведующим литературной частью в Московском государственном еврейском театральном училище при Московском государственном еврейском театре.
В апреле 1950 года арестован по обвинению в антисоветской деятельности и сослан в Сибирь, где находился до сентября 1955 года. В июле 1956 года вернулся в Польшу. Скончался 17 августа 1956 года от сердечного приступа вскоре после переезда в Варшаву.
Похоронен на варшавском еврейском кладбище. После осквернения могилы дочь Бродерзона перезахоронила его останки на кладбище Кирьят-Шауль в Тель-Авиве.

## Семья
Младший брат — один из основателей ЦКТИ (Центральный котло-турбинный институт имени И. И. Ползунова) Зигуш (Сигизмунд Миронович) Бродерзон (1903—1964) — был женат на сестре физика Льва Ландау Софье Давидовне Ландау (1906—1971). Их дочь — кандидат физико-математических наук Элла Зигелевна Рындина (1933—2014), автор воспоминаний о семье Ландау.
Другой брат — курортолог и физиотерапевт, доктор медицинских наук Борис Миронович Бродерзон (1893, Несвиж — 1983), ученик С. А. Бруштейна.
Сестра — Гута Мееровна Бродерзон (1901—1965).

## Память
В 1960 году жена Мойше Бродерзона Шейне-Мирьям написала книгу воспоминаний «Майн лайднсвег мит Мойше Бродерзон» (Мой тяжкий путь страданий вместе с Мойше Бродерзоном).

## Источник
- Элла Рындина, Вспоминая Моисея Бродерзона, Альманах «Еврейская Старина», № 12 (36), Декабрь 2005 Архивная копия от 4 декабря 2012 на Wayback Machine
- Gilles Rozier, Moyshe Broderzon: un écrivain yiddish d’avant-garde, Saint-Denis: Presses Universitaires de Vincennes, 1999